# Crvenokrili tinamu
Crvenokrili tinamu (lat. Rhynchotus rufescens) je vrsta ptice iz roda Rhynchotus iz reda tinamuovki. Živi u središnjem i istočnom dijelu Južne Amerike. 

## Opis
Ime je dobio po svjetlo-riđem letnom perju I. reda, koje je uglavnom vidljivo pri letu. Dug je prosječno oko 40-41 centimetar, a težak je oko 830 grama. Ženka je neznatno veća od mužjaka. Kukma je crna, a grlo je bjelkasto. Prsa su cimetasta. 

## Taksonomija
Crvenokrili tinamu ima tri podvrste:
- R. rufescens rufescens, nominativna podvrsta, živi u jugoistočnom Peruu, Boliviji, istočnom Paragvaju, jugoistočnom Brazilu i sjeveroistočnoj Argentini, a moguće je i da živi u Urugvaju.
- R. rufescens catingae živi u središnjem i sjeveroistočnom dijelu Brazila.
- R. rufescens pallescens živi u sjevernoj Argentini.

Prije je takson maculicollis bio smatran podvrstom crvenokrilatog tinamua, ali je Američki ornitološki savez odlučio da se taj takson odvoji u zasebnu vrstu; Huayco tinamua.